# Karl Mauss
Karl Mauss (Plön, 17 maggio 1898 – Amburgo, 9 febbraio 1959) è stato un generale tedesco durante la seconda guerra mondiale.

## Biografia

### Prima guerra mondiale
Karl Mauss nacque a Plön il 17 maggio 1898 ed era il figlio del pasticciere Karl Mauß e di sua moglie Minna Lohoff. Dal 1904 frequentò lo Johanneum di Lubecca. L'8 agosto 1914, all'età di 16 anni, Mauss si arruolò volontario nel 3. Hanseatischen Infanterie-Regiment Nr. 162, con il quale fu schierato sul fronte occidentale. Fu promosso tenente il 20 maggio 1915 e ottenne la Croce di Ferro di II classe dopo la battaglia della Somme. Il 22 marzo 1916 gli fu conferita la Croce Anseatica di Lubecca con il 4. Schlesischen Infanterie-Regiment Nr. 157 e nello stesso anno fu ferito da una scheggia al fronte. Il 20 maggio 1918 entrò nell'aeronautica militare e fu addestrato come pilota di aerei, tuttavia il 18 ottobre fece schiantare il suo aereo durante un volo di addestramento.

### Periodo interbellico
Dopo la fine della prima guerra mondiale Karl Mauss divenne membro dei Freikorps Oberland e della Marinebrigade Erhardt e fu impiegato nelle Rivolte nella Slesia. Il 1° aprile 1922 lasciò la Reichswehr come primo tenente e lo stesso giorno sposò Johanne Leschke. Dopo il servizio militare lavorò come editore e venditore di giornali in Alta Slesia. Nel 1925 iniziò a studiare odontoiatria presso l'Università di Amburgo e nel 1928 conseguì il dottorato sul tema “Anomalie dentali negli idioti e negli imbecilli”, per poi stabilirsi a Lubecca come dentista. Il 1° settembre 1934 fu riattivato nella Wehrmacht, come capitano nell'Infanterie-Regiment 6 a Lubecca. Divenne comandante della 17° compagnia ed il 1º ottobre divenne capo della 3ª compagnia del Infanterie-Regiment 69 e successivamente della 14ª compagnia dello stesso reggimento. Venne promosso maggiore il 1° aprile 1938.

### Seconda guerra mondiale

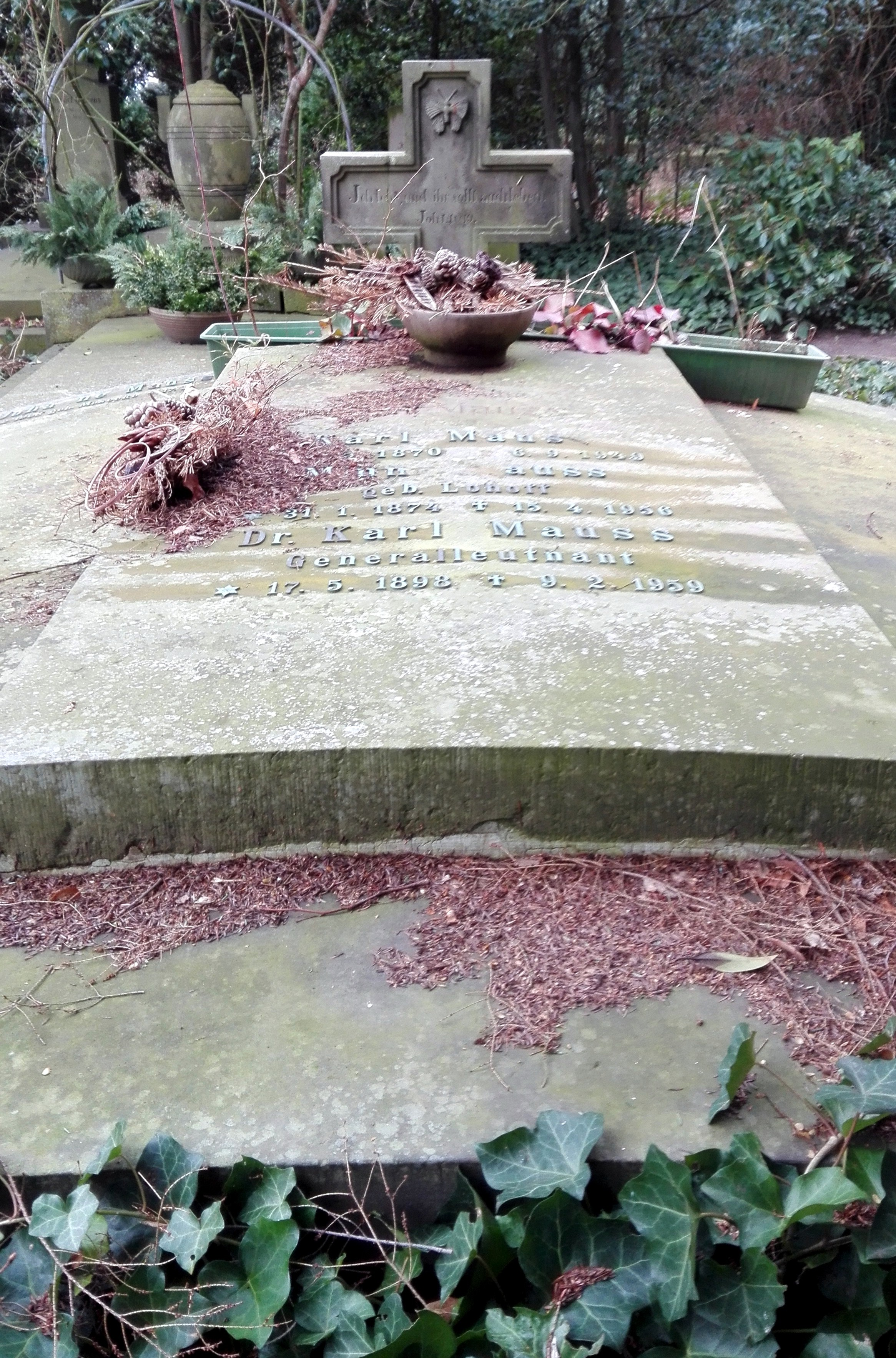
Tomba di Karl Mauss al cimitero di San Lorenzo a Lubecca

Dopo l'inizio della seconda guerra mondiale, l'11 settembre 1939, divenne comandante del 2° Battaglione, sempre dello stesso reggimento, con il quale prese parte alla campagna di Polonia. Il 1° aprile 1940, il Infanterie-Regiment 69 fu incorporato nella 10. Panzer-Division e tra maggio e giugno partecipò con il suo reggimento alla campagna di Francia. Il 1° aprile 1941 fu promosso tenente colonnello e dal giugno 1941 prese parte con il suo reggimento all'operazione Barbarossa, combattendo nei pressi di Mosca e con il suo battaglione occupò una testa di ponte strategicamente importante sulle rive dell'Urga, per la quale gli fu conferita la croce di cavaliere della croce di ferro il 26 novembre 1941. Il 1º marzo 1942 divenne comandante del Panzergrenadier-Regiments 33 e fu promosso colonnello il 20 aprile. Nell'estate del 1942 fu gravemente ferito al fronte, ma dopo la guarigione poté riprendere il comando del suo reggimento. Durante le battaglie per Kursk, lui e il suo reggimento si distinsero nuovamente, per cui gli fu assegnata la Croce di Cavaliere della croce di ferro con foglie di quercia il 24 novembre 1943. Il 30 gennaio 1944 gli fu affidata la guida della 7. Panzer-Division e il 1 aprile 1944, insieme alla sua promozione a maggiore generale, ne divenne il comandante. Per i suoi successi come comandante di divisione, il 23 ottobre 1944 gli fu conferita la Croce di Cavaliere della croce di ferro con foglie di quercia. Il 25 marzo 1945 Karl Mauss venne gravemente ferito dalle schegge di un proiettile di artiglieria e la sua coscia sinistra dovette essere amputata. Insieme ad altri profughi dalla Prussia orientale e dalla Pomerania fu trasportato via nave a Copenaghen, da dove fece trasferire la sua divisione nel Meclemburgo. Il 26 marzo 1945 il comando della 7. Panzer-Division passò al colonnello Hans Christern. Il 1° aprile 1945 fu promosso Generalleutnant. Il 15 aprile 1945 ricevette la Croce di cavaliere con fronde di quercia, spade e diamanti. Mauss venne anche menzionato per nome nei rapporti della Wehrmacht del 13 marzo 1944, 15 agosto 1944 e 20 febbraio 1945. Alla fine della guerra fu fatto prigioniero dagli inglesi, dai quali venne liberato il 28 dicembre 1946. Durante la sua prigionia sua moglie Johanne, dalla quale ebbe tre figli, morì. Dopo il suo rilascio, si trasferì ad Amburgo, dove esercitò nuovamente la professione di dentista. Il 18 agosto 1949 sposò Gisela Steengrafe, dalla quale ebbe un figlio. Durante la formazione della Bundeswehr, Mauss cercò di essere reintegrato come ufficiale, ma fu respinto dalla competente commissione di valutazione del personale. Morì il 9 febbraio 1959 ad Amburgo dopo una breve ma grave malattia, causata da due attacchi di cuore.